# Zeichen 74

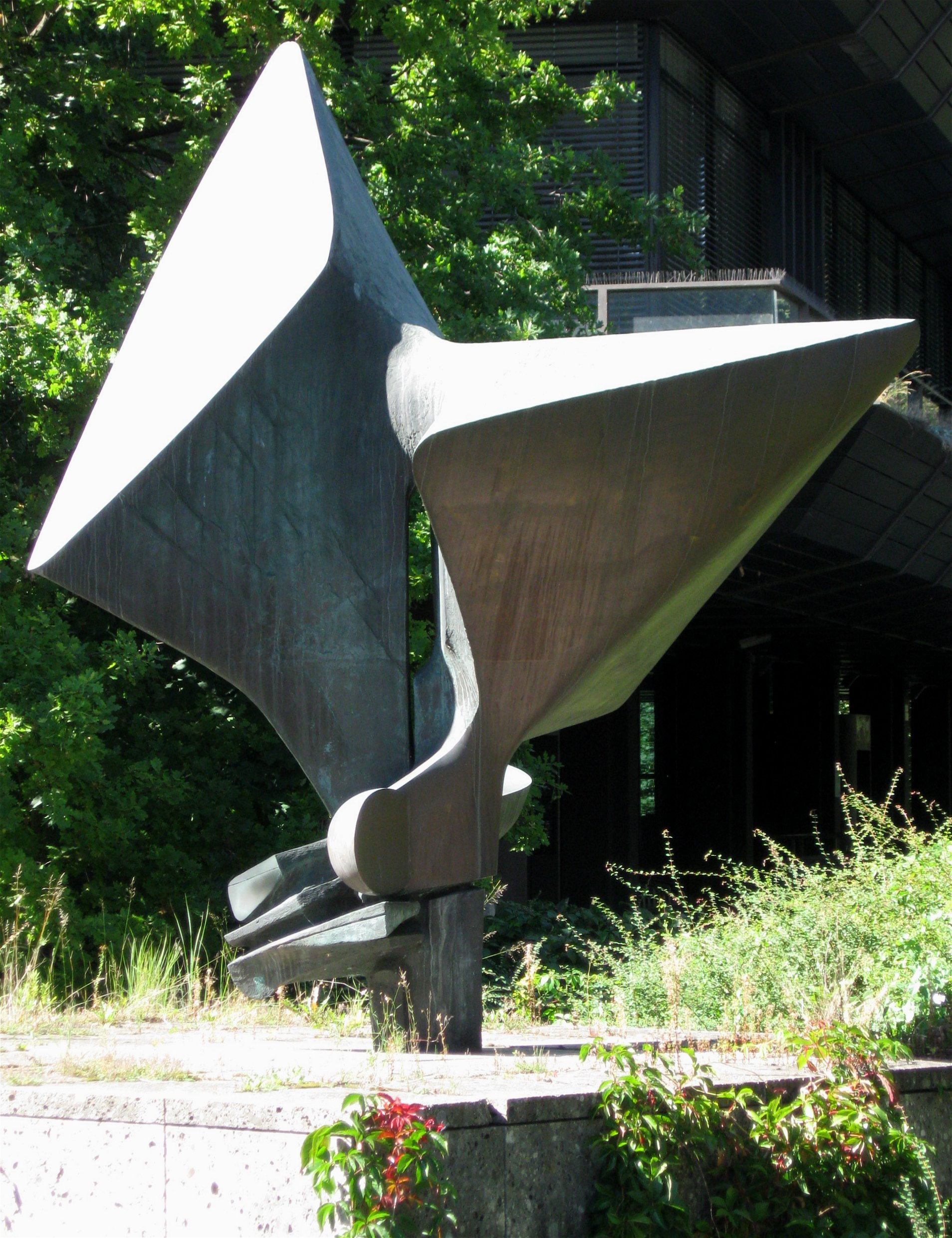
Bernhard Heiliger: Zeichen 74

Zeichen 74 ist eine Plastik des Bildhauers Bernhard Heiliger im Skulpturengarten Tucherpark in München im Stadtteil Schwabing. Sie steht als Baudenkmal unter Denkmalschutz.
Das Kunstwerk aus Bronze wurde 1975 auf einer Terrasse über dem Eisbach aufgestellt. Die flügelartige Plastik wurde von der Hypovereinsbank gekauft und schmückt den Eingang des Sederanger-Hauses von Sep Ruf.